# Ted52/Sandbox/Kriegsverbrechen der Tschetniks im Zweiten Weltkrieg
Kriegsverbrechen der Tschetniks im Zweiten Weltkrieg umfassen alle Kriegsverbrechen, insbesondere gegen die Zivilbevölkerung, der jugoslawischen Tschetnik-Bewegung zwischen 1941 und 1945.